# Dallas Austin
Dallas Austin (ur. 29 grudnia 1970 w Columbus, stan Georgia), amerykański kompozytor, producent muzyczny, gitarzysta i klawiszowiec.
Jest autorem i producentem największych przebojów artystów takich jak TLC, Boyz II Men, Monica, Madonna, Janet Jackson, For Real, Aretha Franklin, Another Bad Creation, The Brand New Heavies, Kelis, Blu Cantrell, Pink, Gwen Stefani, Anastacia czy Sugababes.

## Najsłynniejsze produkcje Dallasa Austina
- "Walk This Way" (Girls Aloud Vs Sugababes)
- "Push the Button" (Sugababes)
- "Ugly" (Sugababes)
- "Trick Me" (Kelis)
- "Keep It Down" (Kelis)
- "Survival" (Madonna)
- "Secret" (Madonna)
- "Don't Stop" (Madonna)
- "Sanctuary" (Madonna)
- "Your Honesty" (Madonna)
- "Let Down your Guard" (Madonna)
- "In Demand" (Texas)
- "Stuck" (Stacie Orrico)
- "Secrets" (Eternal)
- "Cool" (Gwen Stefani)
- "Crash" (Gwen Stefani)
- "Danger Zone" (Gwen Stefani)
- "Hit 'Em Up Style (Oops) (Blu Cantrell)
- "Don't Let Me Get Me" (Pink)
- "Just Like a Pill" (Pink)
- "Left Outside Alone" (Anastacia)
- "Sick and Tired" (Anastacia)
- "Creep" (TLC)
- "Case of the Fake People" (TLC)
- "Unpretty" (TLC)
- "Silly Ho" (TLC)
- "If They Knew" (TLC)
- "Shout" (TLC)
- "Don't Pull out on Me Yet" (TLC)
- "Ain't 2 Proud 2 Beg" (TLC)
- "What about Your Friends" (TLC)
- "Hat 2 Da Back" (TLC)
- "Just a Little While" (Janet Jackson)
- "This Time Around" (Michael Jackson)
- "Iesha" (Another Bad Creation)
- "Playground" (Another Bad Creation)
- "Motownphilly" (Boyz II Men)
- "It's So Hard to Say Goodbye to Yesterday" (Boyz II Men)
- "The Boy Is Mine" (Brandy i Monica)
- "Don't Take It Personal" (Monica)
- "Touch Myself" (T-Boz)
- "R U Freaky" (Highland Place Mobsters)
- "Put 'Em Up" (Namie Amuro)
- "Blowin Me Up" (JC Chasez)